# Deaden
Deaden ist eine US-amerikanische Brutal Death-Metal-Band aus Chicago, Illinois. 

## Geschichte
Gegründet wurde die Band 1992 von Ethan Deppe und Drew Stockmann. Jedoch erst als Von Young 1995 zur Band stieß, begann Deaden als professionelle Band zu arbeiten. Es erschien ein Demo mit sechs Liedern, das aber nicht veröffentlicht wurde. Bald darauf erschien ein weiteres Demo mit dem Titel „....And the Dead Shall Rot“ welches dann auch veröffentlicht wurde. Ab 1996 begann sich die Band mit massiver Promotion und zahlreichen Liveauftritten einen Namen im Underground zu erspielen. Bereits 1997 wurde das Debütalbum „Hyms of the sick“ aufgenommen und zu Beginn 1998 veröffentlicht. Die Band wurde dann als erste Band überhaupt vom neu gegründeten Musiklabel United Guttural unter Vertrag genommen. Nach ausgiebigen Tourneen wurde beim Schlagzeuger Tendovaginitis in beiden Armen diagnostiziert und er konnte nicht mehr weiter spielen. Dadurch wurde die Arbeit von Deaden vorerst auf Eis gelegt. Erst 2004 über fünf Jahre nach dem vorzeitigen Ende der Band begannen die Mitglieder die arbeit wieder aufzunehmen. Danny Hughes konnte jedoch nicht wiedergewonnen werden und so stieg ein neuer Bassist namens Jake Lahniers für ihn ein. Es wurde an neuem Material gearbeitet und in Form des zweiten Albums 2005 veröffentlicht. Bereits 2006 erschien dann das dritte Album auf Epitomite Productions.
Von Young spielt außerdem noch bei den Bands Lividity und Putrefaction.

## Diskographie
- Demo – 1994
- Demo – 1995 (unveröffentlicht)
- ....And the Dead Shall Rot (Demo) – 1995
- Feast on the Flesh of the Dead (Demo) – 1996
- Deaden (Promo Demo) – 1998
- Hymns of the Sick – 1998
- Feast on the Flesh of the Dead – 2005
- Displaying the Art of Carnage – 2006